# Palais Sturany

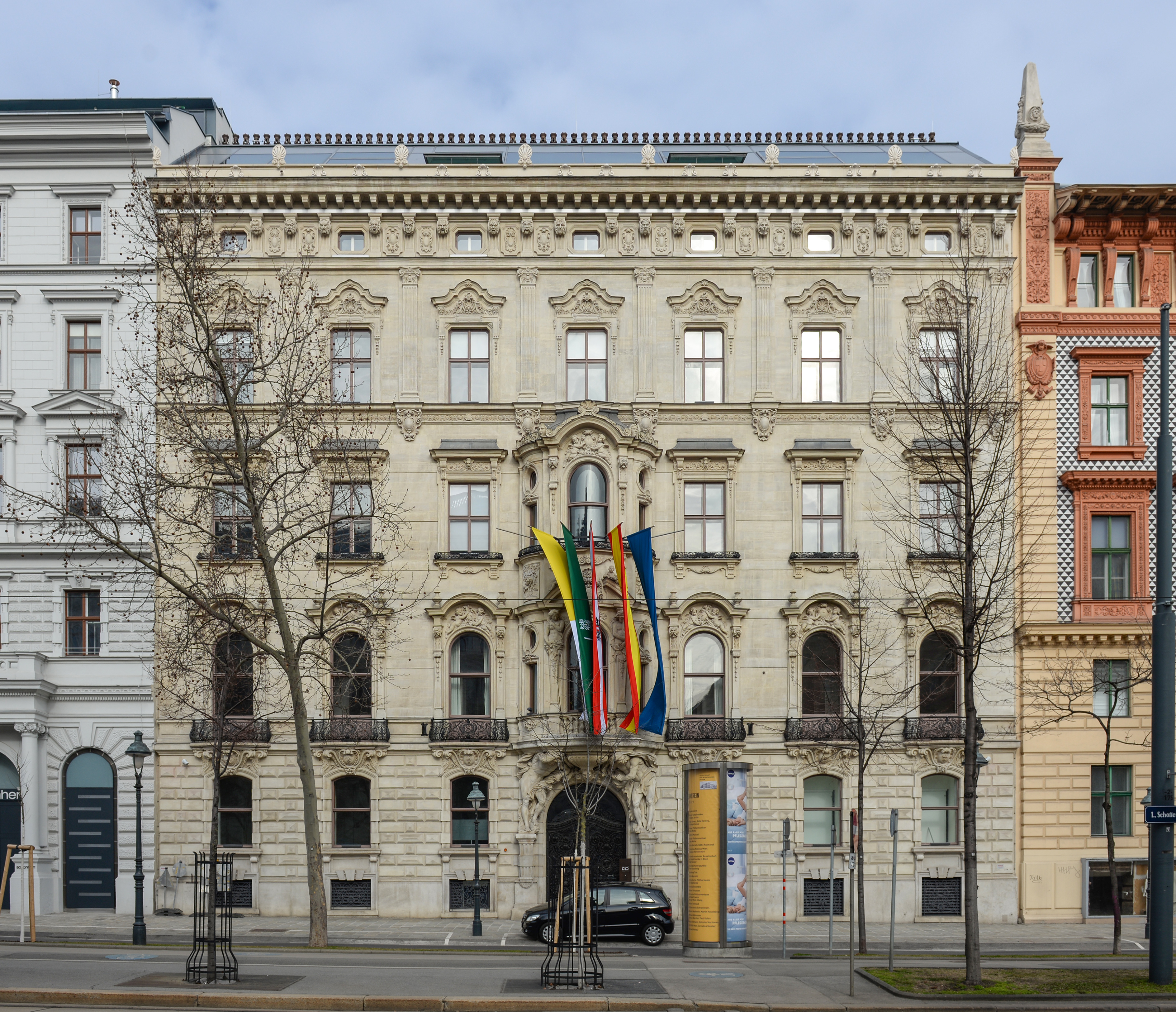
Palais Sturany 2015

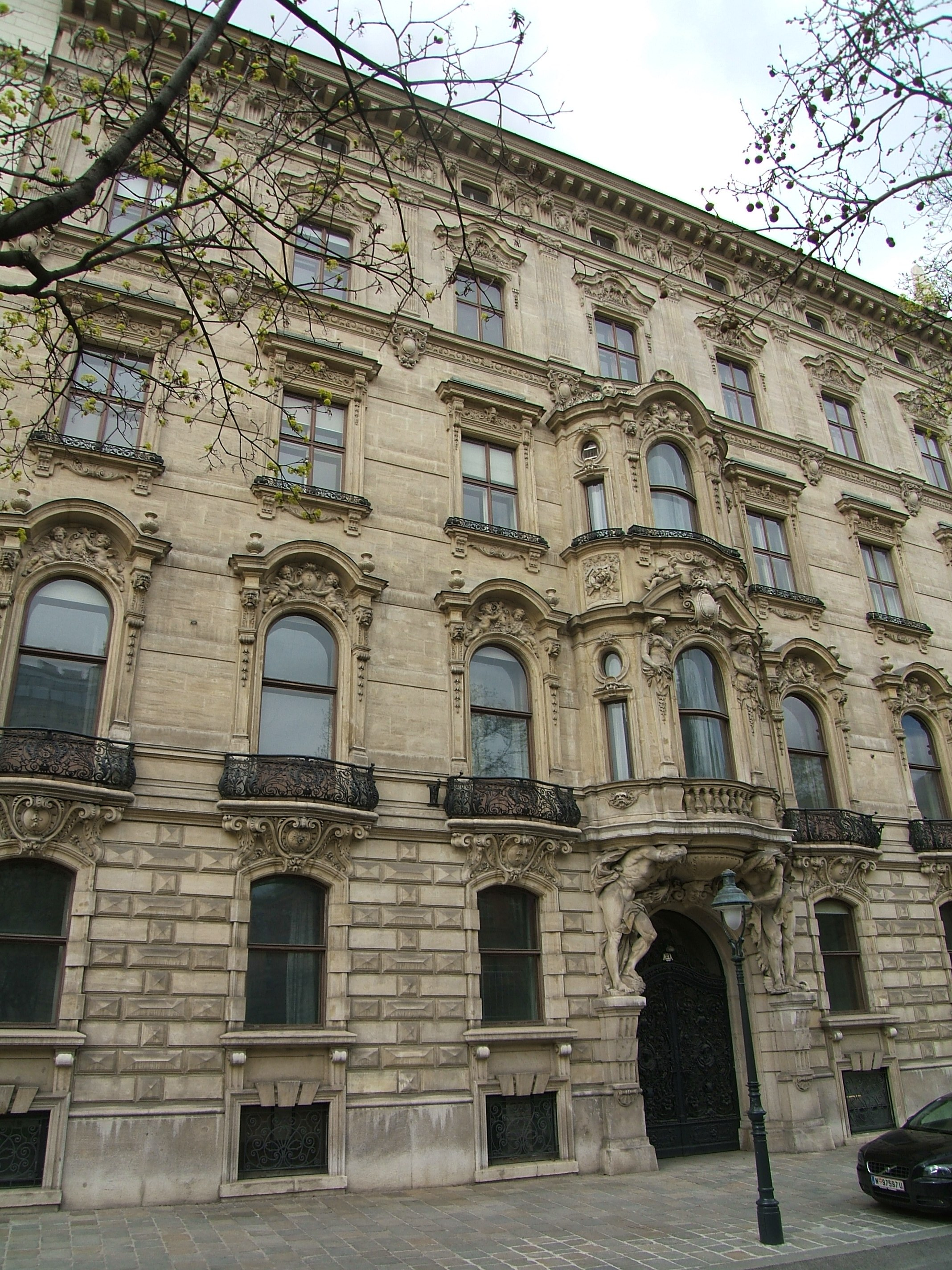
Palais Sturany 2009

Das Palais Sturany ist ein Ringstraßenpalais im 1. Wiener Gemeindebezirk Innere Stadt am Schottenring 21. Es wurde nach den Plänen der Architekten Ferdinand Fellner und Hermann Helmer ab 1874 als Wohnhaus für den Hofbaumeister Johann Sturany errichtet.
Das Palais ist viergeschoßig und hat als Besonderheit, dass der oberste Stock im Gegensatz zu fast allen anderen Ringstraßenbauten als zweite Beletage hervorgehoben ist. Die Fassade in neobarockem Stil ist in Sichtstein gebaut und nicht verputzt, was sonst eigentlich nur bei öffentlichen Bauten an der Ringstraße vorkam. Auffallend ist der geschwungene Portalerker, der von zwei Atlanten (Entwurf von Carl Kundmann) getragen wird und über zwei Geschoße reicht.
Bei der Innenausgestaltung wirkten bedeutende Künstler dieser Epoche mit, wie beispielsweise die Maler Gustav Klimt und Franz Matsch sowie der Stuckateur Reinhard Völkl. Die Fassade geht auf Franz Schönthaler zurück.
Ab 1916 war das Palais Sitz der Internationalen Handelsbank und es erfolgten Adaptierungsarbeiten unter dem Architekten Otto Prutscher. Nach dem Zweiten Weltkrieg übernahm die katholisch-theologische Fakultät der Universität Wien das Gebäude und wurde neuerlich adaptiert. Im Jahr 2000 wurde das Bauwerk renoviert und im Jahr 2011 zu einem Preis von 8,5 Millionen Euro zum Kauf angeboten. Das Gebäude befindet sich heute im Besitz der königlichen saudi-arabischen Stiftung. Der offizielle Name lautet King Abdullah Bin Abdulaziz International Centre for Interreligious and Intercultural Dialogue (KAICIID).